# Phyllonorycter madagascariensis
Phyllonorycter madagascariensis är en fjärilsart som först beskrevs av Pierre E.L. Viette 1949.  Phyllonorycter madagascariensis ingår i släktet guldmalar, och familjen styltmalar.
Artens utbredningsområde är Madagaskar. Inga underarter finns listade i Catalogue of Life.